# Aphimallota erschoffi
Aphimallota erschoffi är en fjärilsart som beskrevs av Aleksei Konstantinovich Zagulajev 1983. Aphimallota erschoffi ingår i släktet Aphimallota och familjen äkta malar.
Artens utbredningsområde är Uzbekistan. Inga underarter finns listade i Catalogue of Life.